# Passiflora glaberrima
Passiflora glaberrima (Juss.) Poir. – gatunek rośliny z rodziny męczennicowatych (Passifloraceae Juss. ex Kunth in Humb.). Występuje endemicznie w Peru.

## Morfologia
PokrójZdrewniałe, trwałe, nagie liany.
LiściePotrójnie klapowane, rozwarte lub ostrokątne u podstawy, skórzaste. Mają 3–5 cm długości oraz 4,5–7 cm szerokości. Ząbkowane, z tępym lub ostrym wierzchołkiem. Ogonek liściowy jest nagi. Przylistki są owalne, mają 10 mm długości.
KwiatyPojedyncze. Działki kielicha są podłużne, fioletowe, mają 1–1,5 cm długości. Płatki są podłużne, fioletowe, mają 1–1,5 cm długości. Przykoronek ułożony jest w jednym rzędzie, fioletowy, ma 1 mm długości.